# 新竹縣竹北市立圖書館
新竹縣竹北市立圖書館為臺灣新竹縣竹北市成立的公共圖書館，隸屬於竹北市公所，職司保存地方文化資產，傳播資訊新知，推動基層文化藝術建設，提倡讀書風氣，及竹北市之社會教育，終身教育工作。

## 介紹
本館創始於1991年，館面積約600平方公尺，藏書約84,000冊。每日上午八時至下午五時開放，星期一及國定假日休館。
- 館室：一般閱覽室、閱報室、期刊室、兒童閱覽室、參考資料室、書庫、服務台等設施及視聽設備。[1]